# Probal Dasgupta
Probal Dasgupta (in bengali প্রবাল দাশগুপ্ত; in esperanto anche Daŝgupto; Calcutta, 19 settembre 1953) è un linguista ed esperantista indiano. Dal 2007 al 2013 è stato presidente della Associazione Universale Esperanto.

## Carriera
Laureato in lingua bengalese presso l'Università di New York, ha insegnato linguistica in tre università indiane. Dal 2004 è membro onorario della Linguistic Society of America ("Società linguistica degli Stati Uniti d'America").
Dasgupta ha insegnato linguistica applicata presso l'università di Hyderabad a partire dal 1989; fra il 2000 e il 2006 ha ivi diretto un programma di studio della lingua bengalese per studenti stranieri, particolarmente noto in patria per aver offerto per la prima volta a studenti europei e statunitensi la possibilità di accedere al mondo accademico indiano.
Da agosto 2006 è ricercatore presso l'istituto nazionale di statistica indiano, a Calcutta: si occupa di ricerche statistiche sul lessico.
Ha pubblicato più di dieci libri e di trecento articoli in bengalese, inglese, francese ed esperanto.
Di madrelingua bengalese, Dasgupta parla anche inglese, francese, tedesco, sanscrito ed esperanto.

## Ruolo nel movimento esperantista
Prima della sua elezione a presidente dell'Associazione Universale Esperanto (UEA), Dasgupta era principalmente noto, nel movimento esperantista, come scrittore, traduttore e critico. Membro della Akademio de Esperanto dal 1983, ne diventò vicepresidente nel 2001.
Già all'età di 17 anni (1969-1970) intrattenne una corrispondenza con Kolomano Kalocsay, in cui i due affrontavano questioni di notevole complessità inerenti alla grammatica.
Iniziò ad avere un ruolo attivo nel movimento esperantista a partire dal Congresso Universale di Esperanto del 1977, a Reykjavík. Fra l'ottobre 1977 e il gennaio 1979 rappresentò l'UEA presso le Nazioni Unite; al termine del suo mandato, l'UEA stabilì un proprio ufficio a New York per poter coltivare più attivamente i legami da lui intrapresi.
Dal 2007 guida la rivista letteraria Beletra Almanako, assieme a Jorge Camacho ed István Ertl.
Nella primavera del 2007 si è candidato per il posto di presidente dell'UEA, ed è stato eletto durante il congresso universale di esperanto di quell'anno a Yokohama.
Nell'agosto 2012 ha presenziato al Congresso italiano di Esperanto a Mazara del Vallo dove ha tenuto una lezione sui problemi incontrati e risolti nella traduzione dall'esperanto in bengalese de Il giornalino di Gian Burrasca.

## Opere
- Nomi kaj karakterizi (En: De A al B ;  fest-libro por la 75a naskigx-tago de D-ro André Albault, 1923 - 14 majo - 1998 / Hrsg.: Haupenthal, Reinhard ;  p. 75 - 82)
- Facila lingveto, peza lingvego, cxu? (En: Menade bal püki bal : Festschrift zum 50. Geburtstag von Reinhard Haupenthal ;  p. 83 - 94)
- Degree words in Esperanto and categories in universal grammar (En: Interlinguistics : aspects of the science of planned languages / Hrsg.: Schubert, Klaus ;  p.[231] - 247 : bibliogr. p. 246 - 247)
- Adverboj en Esperanto (En: Serta gratulatoria in honorem Juan Régulo: II Esperantismo : [La junta de gobierno presidida por el Magfco. y Excmo. Sr. Rector, decidió la publicación ... come homenaje al profesor Don Juan Régulo Pérez con motivo de su jubilación, a los 70 años...] ;  p.[119] - 130)
- Towards a dialogue between the sociolinguistic sciences and Esperanto culture (Pune: Dashgupta, [1987]. - [28] p. : bibliogr. p. 28)
- Culture, sharing and language (En: Rights to language: equity, power and education : celebrating the 60th birthday of Tove Skutnabb-Kangas / Hrsg.: Phillipson, Robert ;  p.[49] - 51)
- Kategorioj, la fleksio, la lingvistiko, kaj radikoj en Esperanto (En: Centjara Esperanto : jubilea libro de Akademianoj ;  p. 63 - 75)
- La toleremo kaj aliaj artoj (En: Lingva arto : jubilea libro omagxe al William Auld kaj Marjorie Boulton / Hrsg.: Benczik, Vilmos ;  p. 40 - 49)
- Toward a dialogue between the sociolinguistic sciences and Esperanto culture (En: Esperanto, interlinguistics and planned language / Hrsg.: Tonkin, Humphrey ;  p.[140] - 171 : bibliogr. p. 169 - 171)
- La lingvo kaj la rajto je komunikado (kun Renato Corsetti, Humphrey Tonkin, En: Esperanto: the solution to our language problems : studies and articles on language problems, the right to communicate and the international language (1959-1981) / Hrsg.: Eichholz, Rüdiger ;  p. 298 - 361 : illustrato)
- The otherness of English: India's auntie tongue syndrome: New Delhi/ Thousand Oaks/ London: Sage, 1993.
- Explorations in Indian Sociolinguistics, Rajendra Singh, Probal Dasgupta, Jayant K. Lele. New Delhi, Sage, 1995, 258 p., ISBN 81-7036-467-1.
- After Etymology, 2000

### Traduzioni
- Manashi DasGupta: Dormanta hejmaro (romanzo tradotto dalla lingua bengalese, con prefazione di Claude Piron), Anversa, Flandra Esperanto-Ligo, 2006. ISBN 90-77066-20-9
- Manashi DasGupta: Mi juna (dalla lingua bengalese, con prefazione di Meva Maron), edizioni Kris Long; Rotterdam, Esperantaj Kajeroj, 1989.
- Rabindranath Tagore: Primico (poesie), Copenaghen, TK, 1977.
- Upendronath Gangopaddhae: Klera edzino (dalla lingua bengalese, con prefazione di John C. Wells), Pisa, Edistudio, 1994.